# NGC 1059
NGC 1059 est une paire d'étoiles située dans la constellation du Bélier. L'astronome britannique John Herschel a enregistré la position de cette paire d'étoiles en 1832. 